# Carbia
Carbia là một chi bướm đêm thuộc họ Geometridae.

## Các loài
- Carbia brunnefacta Holloway, 1997
- Carbia calefacta Prout, 1941
- Carbia calescens Walker, 1866
- Carbia moderata (Walker, 1866)
- Carbia moderescens Holloway, 1997
- Carbia nexilinea (Warren, 1898)
- Carbia pulchrilinea (Walker, 1866)